# Региональный метаморфизм

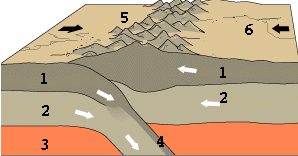
Зона конвергенции, где происходит региональный метаморфизм

Региональный метаморфизм происходит, когда большая часть земной коры на данной территории подвергается воздействию высоких температур и давления. Эти условия создаются в зонах столкновения между литосферными плитами, где метаморфизм вызывает глубокие изменения в текстуре пород и минералов. Под воздействием давления на фоне движения слоев горных пород происходит кристаллизация и перекристаллизация горных пород. 

## Разновидности
Региональный метаморфизм может быть разделен на два основных типа в зависимости от температурного градиента:
- метаморфизм Абукума или метаморфизм с высоким температурным градиентом.
- метаморфизм Барроу или метаморфизм с промежуточным тепловым градиентом[1].